# Copa América (Futsal) der Frauen
Seit 2005 wird von der CONMEBOL die offizielle Futsal-Südamerikameisterschaft der Frauen, seit 2015 (span.: Copa América Femenina de Futsal), ausgetragen. Die erste Endrunde fand im brasilianischen Barueri statt.

## Modus
Aktuell gilt folgender Modus: Gespielt wird in zwei Gruppen zu je fünf Mannschaften in einfacher Runde Jeder gegen Jeden. Die jeweils Gruppenersten und -zweiten spielen über Kreuz das Halbfinale aus. Die beiden Verlierer spielen um den dritten Platz, die Gewinner um den Turniersieg.

## Die Turniere im Überblick
| Jahr         | Austragungsort          | Finale            | Finale   | Finale      | Spiel um Platz drei | Spiel um Platz drei | Spiel um Platz drei |
| Jahr         | Austragungsort          | Südamerikameister | Ergebnis | 2. Platz    | 3. Platz            | Ergebnis            | 4. Platz            |
| ------------ | ----------------------- | ----------------- | -------- | ----------- | ------------------- | ------------------- | ------------------- |
| 2005 Details | Barueri (Brasilien)     | Brasilien         | 13:0     | Ecuador     | Argentinien         | 1:0                 | Uruguay             |
| 2007 Details | Guayaquil (Ecuador)     | Brasilien         | 6:2      | Kolumbien   | Venezuela           | 4:2                 | Uruguay             |
| 2009 Details | Campinas (Brasilien)    | Brasilien         | 7:1      | Kolumbien   | Venezuela           | 6:2                 | Peru                |
| 2011 Details | Maracay (Venezuela)     | Brasilien         | 8:1      | Argentinien | Paraguay            | 4:2                 | Venezuela           |
| 2015 Details | Montevideo (Uruguay)    | Kolumbien         | 4:2      | Uruguay     | Chile               | 5:3                 | Argentinien         |
| 2017 Details | Las Piedras (Uruguay)   | Brasilien         | 3:0      | Kolumbien   | Argentinien         | 3:0                 | Venezuela           |
| 2019 Details | Asunción (Paraguay)     | Brasilien         | 4:1      | Argentinien | Kolumbien           | 2:1                 | Paraguay            |
| 2023 Details | Buenos Aires (Paraguay) | Brasilien         | 2:0      | Argentinien | Kolumbien           | 0:0 (7:6 i. E.)     | Venezuela           |

### Rangliste
| Rang | Land        | Titel | Jahre                                    | 2. Platz | 3. Platz | 4. Platz |
| ---- | ----------- | ----- | ---------------------------------------- | -------- | -------- | -------- |
| 1    | Brasilien   | 7     | 2005, 2007, 2009, 2011, 2017, 2019, 2023 | /        | /        | /        |
| 2    | Kolumbien   | 1     | 2015                                     | 3        | 2        | /        |
| 3    | Argentinien |       |                                          | 3        | 2        | 1        |
| 4    | Uruguay     |       |                                          | 1        | /        | 2        |
| 5    | Ecuador     |       |                                          | 1        | /        | /        |
| 6    | Venezuela   |       |                                          | /        | 2        | 3        |
| 7    | Paraguay    |       |                                          | /        | 1        | 1        |
| 8    | Chile       |       |                                          | /        | 1        | /        |
| 9    | Peru        |       |                                          | /        | /        | 1        |